# نيلام كوثاري
نيلام كوثاري (بالإنجليزية: Neelam Kothari)‏ المعروفة بإسم نيلام هي ممثلة هندية عملت في الأفلام الهندية. ولدت في 9 نوفمبر 1969 في هونغ كونغ.

## روابط خارجية
- نيلام كوثاري على موقع IMDb (الإنجليزية)
- نيلام كوثاري على موقع قاعدة بيانات الفيلم (الإنجليزية)